# الحزب الشعبوي الديمقراطي الاجتماعي (تركيا)
الحزب الشعبوي الديمقراطي الاجتماعي (بالتركية: Sosyaldemokrat Halkçı Parti) كان حزبًا سياسيًا اشتراكي الميول من تركيا وقد جاء عام 1985 من اندماج حزب الديمقراطية الاشتراكية التابع لإردال اينونو والحزب الشعبوي التابع لآيدين غوفن غوركان والحزبان تأسسا في العام 1983 مع عودة الديمقراطية بعد الانقلاب العسكري عام 1980. في الانتخابات المحلية عام 1989، برز حزب الشعب الجمهوري باعتباره أقوى حزب بنسبة 27.8 في المائة من الأصوات وفاز بالسلطة الحكومية في 6 مناطق حضرية و39 مقاطعة و283 مقاطعة. وضعت المسألة الكردية الحزب تحت وطأة ضغوط شديدة حيث كان له سبعة نواب من أصل كردي في وقت كان فيه استخدام اللغة الكردية ممنوعًا في الحياة العامة والخاصة في تركيا. أراد بعض هؤلاء البرلمانيين المشاركة في المؤتمر الكردي في باريس عام 1989 والذي أراد رئيسه إينونو الموافقة عليه. ولكن بعد أن أشيعت مشاركة ممثلي حزب العمال الكردستاني فيه فقد حُظرت مشاركته. شارك سبعة من أعضاء البرلمان الكرد على أي حال وقد طردوا جميعهم من الحزب، رغم أن حزب العمال الكردستاني لم يكن حاضراً في المؤتمر واحتج بالفعل أمام المؤتمر ضده. نتيجة لذلك، استقال أيدين غوفن غوركان و12 نائبا آخر وعشرات من مسؤولي الحزب الإقليميين و3000 عضو حزبي من الحزب. ومع ذلك، كان الحزب من أوائل الأطراف التي اعترفت بأن المسألة الكردية ليست مجرد قضية إرهاب. في تقرير الجنوب الشرقي الذي نشره الحزب في العام 1990 لوحظت مشاكل عدم الاعتراف بالكرد كمجموعة عرقية مختلفة وجرى التأكيد على أن الكرد يجب أن يكونوا قادرين على التعبير عن هويتهم الكردية حيث طالب الحزب برفع الحواجز القانونية التي تحظر ذلك. بعد الانتخابات العامة عام 1991، أصبح حزب الشعب الجمهوري شريكًا في الحكومة الائتلافية وأصبح إينونو في 20 نوفمبر نائب رئيس الوزراء. وفي اتفاقية التحالف، أصر حزب الشعب الجمهوري على رفع الحظر المفروض على الأحزاب التي كانت قائمة قبل العام 1980 والتي حلتها الحكومة العسكرية في أوائل الثمانينيات. سُمح للأحزاب قبل عام 1980 في 19 يونيو 1992. ومع ذلك، كان هذا الأمر محفوفًا بالمخاطر بالنسبة للحزب. وبعد وقت قصير من التصديق على القرار، استقالت مجموعة من نواب الحزب وأعادوا تأسيس حزب الشعب الجمهوري، وهو حزب والد إردال إينونو (كان معظم أعضاء الحزب قبل العام 1980 من حزب الشعب الجمهوري). تعايش كل من الحزب الشعبوي الديمقراطي الاجتماعي وحزب الشعب الجمهوري، وهما حزبان مماثلان، لفترة من الوقت. وفي 6 يونيو 1993، أعلن إينونو أنه يعتزم الاستقالة وانتخب مراد كارايالسين رئيسًا جديدًا للحزب في 11 سبتمبر 1993. وفي 29 يناير 1995 وافق الحزب وحزب الشعب الجمهوري على الاندماج. أصبح وزير الخارجية السابق حكمت شيتين رئيسًا مؤقتًا للحزب واختار الحزب المدمج اسم حزب الشعب الجمهوري بعد اقتراح إينونو.

## قادة
- 1985-1986 آيدين غوفن غوركان
- 1986-1993 إردال إينونو
- 1993-1995 مراد كارايالسين